# 平価
| ウィキペディアには「平価」という見出しの百科事典記事はありません（タイトルに「平価」を含むページの一覧/「平価」で始まるページの一覧）。 代わりにウィクショナリーのページ「平価」が役に立つかもしれません。 |